# لیکوهای کاکل‌رنگی
لیکوهای کاکل‌رنگی (نام علمی: Sterrhoptilus) نام یک سرده از تیره چشم‌سفید است.